# Leonida Bissolati

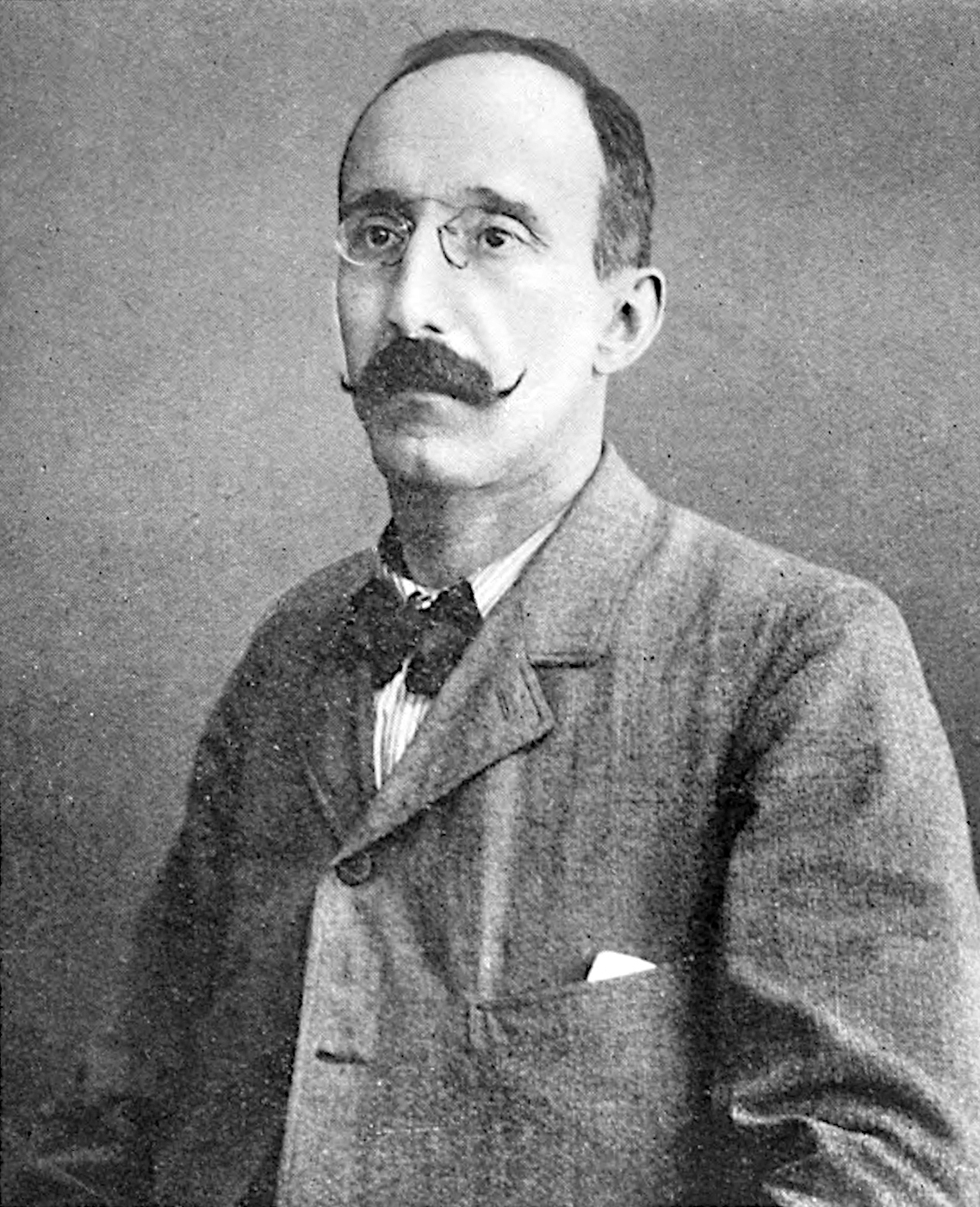
Leonida Bissolati

Leonida Bissolati (* 20. Februar 1857 in Cremona; † 6. März 1920 in Rom) war ein italienischer Politiker (Partito Socialista Italiano) und 1912 Begründer der Sozialistischen Reformpartei Italiens.

## Werdegang
Bissolati war ein uneheliches Kind, das bis zum 18. Lebensjahr den Namen Leonida Bergamaschi trug. Anschließend wurde er von Stefano Bissolati (* 1823) adoptiert, der mit 37 Jahren sein Priesteramt abgelegt hatte und Direktor der Stadtbibliothek Cremona geworden war. Bissolati schloss sein Rechtsstudium an der Universität Bologna im Alter von 20 Jahren ab und wurde sozialistischer Gemeinderat in seiner Heimatstadt. Als praktizierender Rechtsanwalt veröffentlichte er zahlreiche Fachartikel. Von 1889 bis 1895 initiierte er ein Projekt zur Verbesserung der Lebensumstände der Landarbeiter. 1889 gründet er die Zeitung L’eco del popolo (Volksecho), das in der Folge zum offiziellen Organ des Partito Socialista Italiano in Cremona wurde. Er veröffentlichte darin unter anderem das Kommunistische Manifest. 1896 wurde er Chefredakteur des Parteiorgans Avanti!, das er bis 1903 und dann nochmals von 1908 bis 1910 leitete. 1897 wurde er vom Wahlkreis Cremona in die Camera dei deputati entsendet. Seine Weigerung, gegen den Krieg in Libyen aufzutreten, hatte im Februar 1912 den Ausschluss aus der Fraktion der sozialistischen Partei zur Folge. Im März wurde er auch aus der Partei ausgeschlossen, woraufhin er umgehend die Partito Socialista Riformista Italiano gründete.
Bei den Parlamentswahlen 1913 wurde Bisolatti als Abgeordneter der Sozialistischen Reformpartei erneut in das Parlament gewählt. Bei Ausbruch des Ersten Weltkrieges unterstützte er zunächst die neutrale Haltung des Königreichs Italien, gehörte aber dann zu den ersten Verfechtern eines italienischen Kriegseintritts auf Seiten der Entente. Er sah im Ersten Weltkrieg vor allem einen Konflikt zwischen autoritären und demokratisch geführten Staaten, in dem Italien nicht nationale Interesse verfolgen, sondern sich als Verfechter für die Freiheit und das zivile Zusammenleben der Völker einsetzen sollte.
Nach dem italienischen Kriegseintritt am 23. Mai 1915 meldete er sich im Alter von 58 Jahren als Freiwilliger. Als Unteroffizier im 6. Alpini-Regiment wurde er zweimal verletzt und mit der Silbernen Tapferkeitsmedaille ausgezeichnet. Noch 1916 schied er aus dem aktiven Dienst aus und erhielt im Juni 1916 einen Posten als Minister ohne Geschäftsbereich im Kabinett von Paolo Boselli. Nach der italienischen Niederlage bei Karfreit und dem Rücktritt der Regierung Boselli wurde er im Kabinett von Vittorio Emanuele Orlando zum Minister für Kriegsfürsorge und Kriegsrenten ernannt.
Nach dem Ende des Ersten Weltkrieges plädierte er dafür, die neuen Grenzen nach den Grundsätzen des Völkerbundes, also ethnisch zu ziehen. Als er mit diesem Grundsatz nicht durchkam, legte er Ende 1918 seine Ämter nieder. Er starb nach einer postoperativen Infektion.